# Karl-Valentin-Brunnen

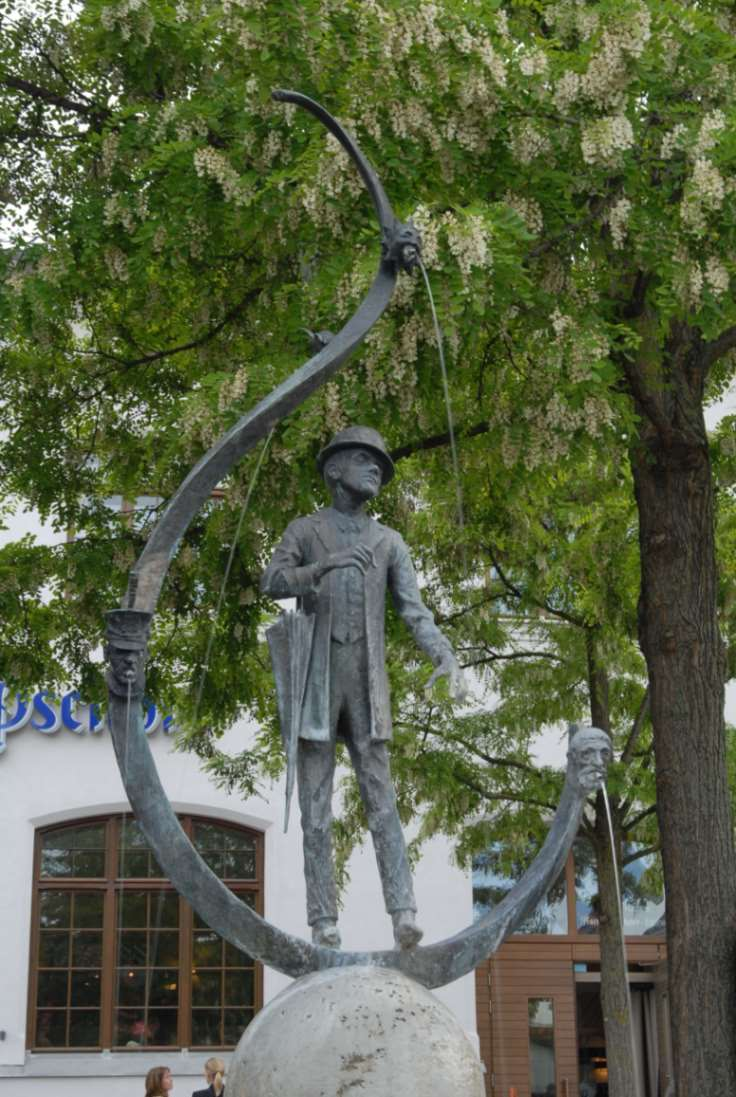
Karl-Valentin-Skulptur

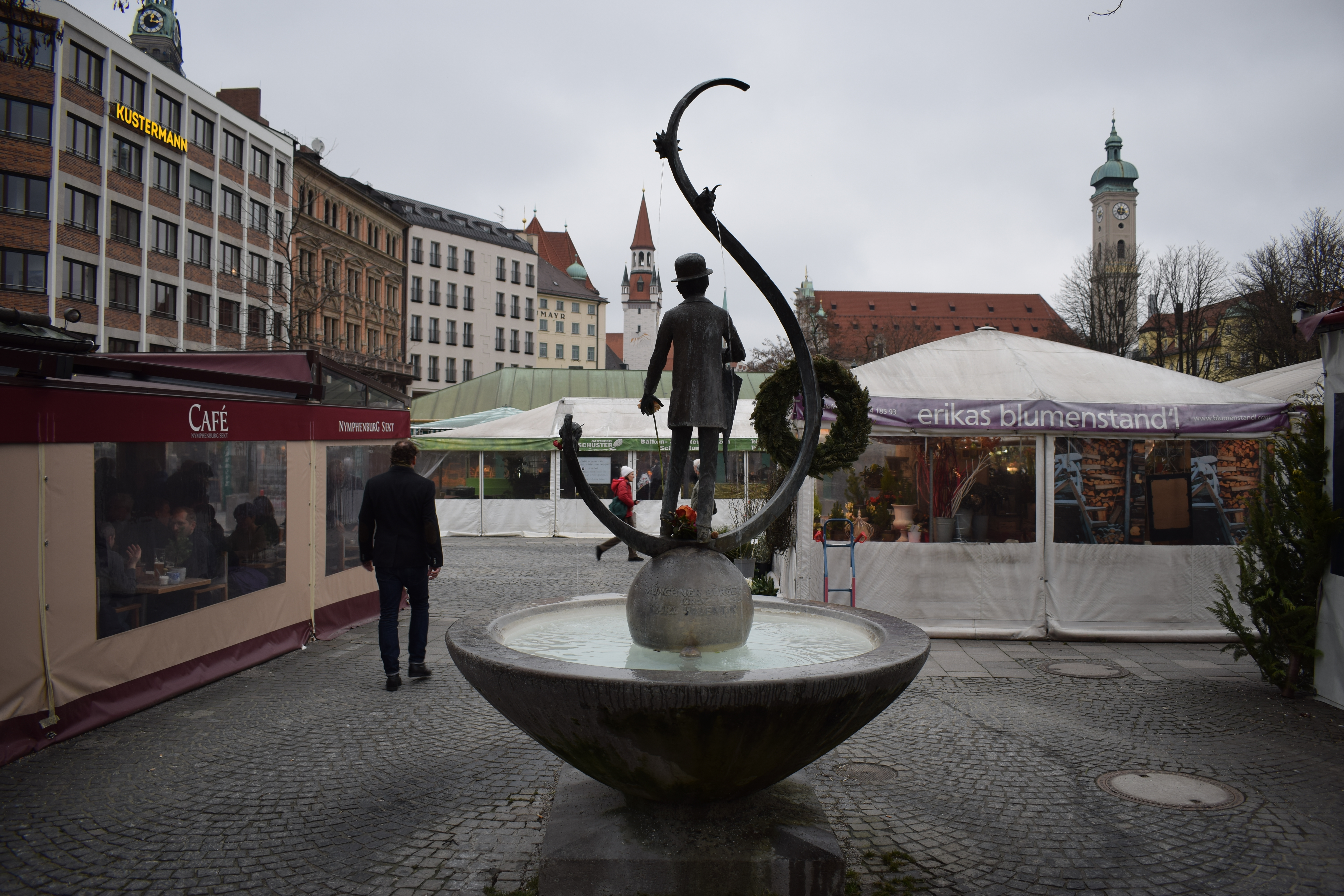
Rückseite der Karl-Valentin-Skulptur im Karl-Valentin-Brunnen auf dem Viktualienmarkt

Der Karl-Valentin-Brunnen ist ein von dem Bildhauer Ernst Andreas Rauch gestalteter Brunnen auf dem Viktualienmarkt in der Altstadt der bayerischen Landeshauptstadt München, der dem Komiker und Volksschauspieler Karl Valentin (1882–1948) gewidmet ist. Ganz in der Nähe befindet sich mit dem Liesl-Karlstadt-Brunnen ein seiner kongenialen Bühnenpartnerin Liesl Karlstadt gewidmeter Brunnen.

## Geschichte
Zu Ehren von Karl Valentin sollte auf dem Viktualienmarkt ein Brunnen mit seiner Skulptur errichtet werden. Mit der Ausführung wurde der Münchner Bildhauer Ernst Andreas Rauch beauftragt. Als Material für die Bronzefigur wurde Metall eines im Zweiten Weltkrieg zerstörten Bronzelöwen verwendet. Am 18. Oktober 1953 war der Brunnen fertiggestellt und Valentins langjährige Bühnenpartnerin Liesl Karlstadt öffnete das Absperrventil und gab den Wasserzufluss zum Brunnen frei.
Am 7. August 2003 erschien eine deutsche Sondermarke (45 Cent) zum Viktualienmarkt, die den Karl-Valentin-Brunnen zeigt.
Ende Januar 2010 wurde die Skulptur in dem überaus beliebten Brunnen stark beschädigt, indem die linke Hand der Figur abgetrennt und gestohlen wurde. Der Münchner Bildhauer Josef Fromm bildete die Hand anhand von Fotografien in Wachs nach und ließ sie in einer Kunstgießerei in Bronze gießen. Anschließend wurde die Hand angeschweißt und dem Original angepasst. Bei dieser Gelegenheit wurden auch das steinerne Brunnenbecken renoviert, die Natursteinoberfläche gereinigt und das Brunnenbecken neu beschichtet.

## Beschreibung
Karl Valentin balanciert als dürre, leicht überlebensgroße Figur innerhalb eines metallenen, umgedrehten Fragezeichens auf einer Weltkugel aus Stein. Er ist mit einem leichten Regenmantel bekleidet und trägt auf dem Kopf eine für ihn typische Melone. Über dem angewinkelten rechten Unterarm hat er einen geschlossenen Regenschirm eingehängt. Er schaut nachdenklich in die Ferne, als denke er über die ungelösten Fragen in der Welt nach. Auf der Vorderseite des Fragezeichens sind Masken seiner bekanntesten Rollen, auf der Rückseite ein Teufelsköpfchen angebracht. Aus den Mündern dieser Gebilde wird der Brunnen mit Wasser gespeist. Das als Trinkwasserbrunnen ausgebildete Natursteinbecken ist schalenförmig und steht auf einem niedrigen, quadratischen Steinsockel.